# Voith
Voith Group er en tysk maskinproducent til papir- og papirmasseindustrien, tekniske løsninger til vandkraftværker og fremdrifts- og bremsesystemer. Den familieejede virksomhed er grundlagt i 1867 og har har hovedkvarter i Heidenheim an der Brenz.
Johann Matthäus Voith overtog i 1825 sin fars låseværksted, de udførte reparationer af vandmøller og papirmøller.
Voith er inddelt i tre forretningsenheder: Voith Hydro, Voith Paper og Voith Turbo.